# Jörn Kaminke
Jörn Kaminke (* 22. März 1955) ist ein ehemaliger deutscher Fußballspieler. Der Mittelfeldspieler hat von 1979 bis 1981 beim 1. FC Kaiserslautern in der Fußball-Bundesliga 17 Ligaspiele absolviert und drei Tore erzielt.

## Laufbahn
Jörn Kaminke, er war der jüngere Bruder von Wolfram Kaminke, spielte bereits in der Jugend- wie auch in der Amateurmannschaft der „Roten Teufel“ vom Betzenberg. Über die Stationen Hassia Bingen und FK Pirmasens, der 1,82 große Spieler war mit dem Team vom Stadion an der Zweibrücker Straße in der Saison 1978/79 Vizemeister in der Oberliga Südwest geworden, kam zur Saison 1979/80 wieder an den Betzenberg zurück, wo er einen Lizenzspielervertrag bekam. Ganze 22.000 Mark wurden an den FK Pirmasens für die Rückkehr des ehemaligen Jugend- und Amateurspielers Jörn Kaminke vor der Saison 1979/80 bezahlt, berichtet Bold in der Chronik des 1. FCK. Er debütierte am 8. September 1979 bei einem 2:2-Heimremis gegen den FC Schalke 04 in der Bundesliga. Er stürmte an der Seite von Klaus Toppmöller und Arno Wolf und erzielte in der 23. Minute die 2:0-Führung des Gastgebers. Sein zweites Rundentor verhalf am 2. Februar 1980 Kaiserslautern zu einem 1:0-Auswärtserfolg bei Eintracht Braunschweig. Es war der erste Auswärtssieg der Lauterer seit 15 Monaten. Die Elf von Trainer Karlheinz Feldkamp belegte punktgleich mit dem VfB Stuttgart den 3. Rang, Kaminke hatte 14 Ligaspiele absolviert und zwei Tore erzielt und Hans-Peter Briegel hatte im Oktober 1979 in der Nationalmannschaft debütiert. Im UEFA-Pokal kam Kaminke in vier Spielen gegen den FC Zürich (5:1), Sporting Lissabon (1:1, 2:0) und VTK Diosgyör Miskolc (6:1) zum Einsatz und zeichnete sich mit zwei Toren aus.
In seiner zweiten Bundesligasaison 1980/81 war die Konkurrenz im FCK-Mittelfeld durch Hans Bongartz, Friedhelm Funkel, Werner Melzer, Johannes Riedl und Lutz Eigendorf so groß, dass er lediglich noch in drei Ligaspielen eingesetzt wurde. Sein letztes Bundesligaspiel bestritt Kaminke am 18. April 1981 bei einem 4:2-Heimerfolg gegen Bayer Uerdingen, wo er sich nochmals als Torschütze auszeichnen konnte. Sein größter Erfolg war 1981 das Erreichen des Pokalfinals mit dem FCK, wo er am 30. August 1980 beim 3:0-Auswärtserfolg gegen den VfR Heilbronn aktiv war.
Er schloss sich zur Saison 1981/82 wieder Hassia Bingen in der Oberliga Südwest an und wurde zur Runde 1983/84 vom VfR Bürstadt verpflichtet. Mit Bürstadt wurde er 1984 Meister in der Oberliga Hessen und setzte sich in der Aufstiegsrunde hinter dem FC Homburg gegen den Freiburger FC und München 1860 durch und stieg mit Mannschaftskameraden wie Kurt Kowarz, Eugen Hupp, Jürgen Strack, Gerhard Rohatsch und Bernd Nathmann in die 2. Fußball-Bundesliga auf. Mit der Elf aus der südhessischen Kleinstadt startete Kaminke unter Trainer Lothar Buchmann am 14. August 1984 mit einer 1:2-Heimniederlage gegen Hannover 96 in die 2. Liga. Die Runde wurde zu einem stetigen Kampf um den Klassenerhalt; als Trainer Buchmann im März 1985 zum Karlsruher SC wechselte, war die letzte Chance zum Klassenerhalt vergeben. Als 18. stieg Bürstadt in das Amateurlager ab und Kaminke hatte in 27 Zweitligaeinsätzen drei Tore erzielt.
Später spielte er noch beim SV Edenkoben.

## Wettbewerbsübersicht
| Bundesliga    | Bundesliga    | 17 | Spiele | 3 | Tore |
| 2. Bundesliga | 2. Bundesliga | 27 | Spiele | 3 | Tore |
| DFB-Pokal     | DFB-Pokal     | 5  | Spiele | 1 | Tore |
| Europapokal   | Europapokal   | 4  | Spiele | 2 | Tore |